# Голованов, Александр Сергеевич (футболист)
Александр Сергеевич Голованов (род. 8 марта 1945, Москва) — советский футболист, полузащитник. Мастер спорта СССР (1967).
Воспитанник ЦСиО «Локомотив» Москва. В 1963 году дебютировал в первой команде. В 1966 году в составе группы игроков был отправлен в калужский «Локомотив», с которым под руководством Владимира Добрикова выиграл чемпионат РСФСР.
Сезон 1970 года провёл в «Волге» (Калинин). В 1971 году играл за ЦСКА, в составе которого дебютировал в еврокубках, 20 октября выйдя на поле против бельгийского «Стандарда» в матче Кубка европейских чемпионов.
Последние годы карьеры провёл в Смоленске и Калинине.